# Мухаммад Хайя ас-Синдхи
Мухаммад Хайя ибн Ибрахим ас-Синдхи (Готки, Западный Пакистан или Синд — 3 февраля 1750, Хиджаз) — мусульманский ученый, руководитель канцелярии председателя Верховного суда Медины в восемнадцатом веке в период Османской империи. Представитель Накшбандийского тариката.

## Биография
Аль-Синдхи родился на территории современного Пакистана. Он путешествовал по стране, чтобы получить базовое образование. Затем он переехал в Медину и серьёзно учился с Ибрагимом аль-Курани и его сыном Мухаммадом Тахиром аль-Курани. Здесь он был посвящён в Накшбандийский тарикат.
После того, как Мухаммад ибн Хайя поселился в городе Татта, (в котором он посвятил себя поиску знания и где он учился у местного алима Мухаммада бен Мухаммада Амина Таттави) он учился при величайшем учёном мусульман Индии, известном как шах Валиуллах Дехляви. Он же принял его в братство накшбандийского сулюка (тарикат). После переселения в Медину, учился у местных шейхов: Абул-Хасана Абдила Хаади и Абу Тахира Мухаммеда бен Ибрахима аль-Курди.
Одним из его учеников был Мухаммад ибн Абд аль-Ваххаб, которого он встретил в 1136 году по хиджре. Абдулла ибн Ибрагим ибн Сайф познакомил его с Хайят ас-Синдхи.